# Crkveni zbor
Crkveni zbor vrsta je pjevačkog zbora čija je glavna zadaća izvođenje pjevanih dijelova liturgije, odnosno svete mise, i općenito sakralne (duhovne) glazbe. Drugim riječima, crkveni zbor je pjevački zbor u službi vjerskog slavlja.
Crkveni zbor najčešće je smješten na koru, uzdignutom dijelu crkve ili katedrale predviđenom za njega. Na koru se, uz zbor, u katoličkim crkvama najčešće nalaze i orgulje. Zborovi u protestantskim crkvama smješteni su ispred oltara i podijeljeni u dvije, međusobno sučeljene skupine.
U Katoličkoj Crkvi se osim pjevačke skupine, pod pojmom crkveni zbor može se podrazumijevati biskupski, nadbiskupski ili kardinalski zbor kao skup biskupa, nadbiskupa ili kardinala.